# Homme de titanium
Pour les articles homonymes, voir Titanium.
L’Homme de titanium (« Titanium Man » en VO, « Chelovek-Titan » en russe) est un super-vilain évoluant dans l'univers Marvel de la maison d'édition Marvel Comics. Créé par le scénariste Stan Lee et le dessinateur Don Heck, le personnage de fiction apparaît pour la première fois dans le comic book Tales of Suspense (vol. 1) #69 en septembre 1965.
Le personnage est l'un des ennemis récurrents du héros Iron Man, plusieurs personnes s'étant partagés successivement l'identité de l'Homme de titanium.

## Biographie du personnage

### Boris Bullski
Boris Bullski est un savant soviétique né à Makiïvka en RSS d'Ukraine, et un ancien agent du KGB. Travaillant en Sibérie avec des collègues scientifiques captifs, il crée une armure de combat composée de titane capable de vaincre celle du héros américain Iron Man, dans un objectif de propagande du régime communiste. L'armure de l'Homme de titanium est conçue en copiant les idées de l'industriel américain Tony Stark (Iron Man) mais, du fait du manque de moyen des russes, celle-ci est très lourde et peu mobile.
Avec l'armure, Bullski affronte publiquement Iron Man pour prouver la supériorité du régime communiste, mais le héros américain remporte le combat. Plus tard, Bullski subit des expériences qui doublent sa taille et reçoit une armure encore plus puissante. Mais Iron Man le bat à plusieurs reprises, cette fois-ci à Washington.
Pendant sa fuite, Bullski découvre que le régime communiste l'a abandonné. Il travaille alors un temps pour le gouvernement vietnamien. Il est ensuite envoyé par le gouvernement soviétique retrouver la troisième Dynamo pourpre pour affronter Iron Man. Lors de l'affrontement, une amie de Tony Stark trouve la mort et, au terme du combat, Iron Man laisse Bullski pour mort au fond du fleuve Hudson. 
Bullski, toujours vivant, s’allie avec la Dynamo pourpre et l'Homme-radioactif pour former les « Titanic Three », un trio communiste. Mais, souhaitant retomber dans les bonnes grâces de l'URSS, Bullski se fait passer pour « l'Autre » et lance le super-vilain la Licorne contre Iron Man. Le super-agent échoue, ainsi que Bullski.
Le KGB rappelle bientôt Bullski et l'envoie travailler au Royaume-Uni où il fait chanter un ancien savant russe, l'obligeant à construire des armures pouvant se transformer en cartes. Bullski les donne au « Green Liberation Front », une organisation de vétérans de la guerre du Vietnam qui se sentaient ignorés par le gouvernement des États-Unis. Ces derniers se lancent dans des pillages de banques mais sont finalement vaincus par Beta Ray Bill.
L'Homme de titanium est plus tard retrouvé par la nouvelle Dynamo pourpre, et forcé de rejoindre l'équipe des Super-soldats soviétiques. 
Après l'effondrement de l'URSS, Boris Bullski revient en tant qu'agent de l'AIM et tente de faire sauter une usine de Stark implantée à Moscou. Il est déclaré mort lors d'un combat sur le sol russe entre Iron Man et le colonel Shatalov.

### Gennedy Ovinnik
Un nouveau porteur de l'armure, le caporal Gennedy Ovinnik, est désigné par le Kremlin pour l'utiliser à des fins militaires. Avec la Dynamo pourpre, il est envoyé attaquer Iron Man en Transie (territoire ravagé par un conflit politico-religieux entre la Russie et la Latvérie.

### Le Gremlin
Le savant russe Gremlin (Kondrati Topolov) utilisa l'armure de l'Homme de titanium durant la Guerre des Armures, mais fut tué quand la combinaison surchauffa.

### Le Marteau
Un homme inconnu, portant l'armure de l'Homme de titanium, attaqua Iron Man et une usine Stark. Quelque temps plus tard, un américain nommé Andy Stockwell utilisa l'armure pour faire exploser un astéroïde. Il déclara faire partie du « Marteau », un réseau secret communiste visant à faire chuter les États-Unis. Par la suite, il dériva dans l'espace ; on ignore ce qu'il est advenu.

### Civil War
Durant le crossover Civil War, Tony Stark (Iron Man) emploie secrètement un inconnu portant l'armure de l’Homme de titanium, s'en servant pour effectuer certaines opérations secrètes.

## Pouvoirs, capacités et équipement
En complément de ses pouvoirs, Boris Bullski possède grâce à sa taille de colosse une force largement supérieure à la moyenne humaine, ce qui lui permet de soulever une masse équivalente à une tonne et une tonne et demie. Bullski a par la suite subi une mutation chimique hormonale afin d'accroître encore sa taille et sa force, lui permettant d’améliorer les fonctionnalités de son armure ; il devint alors un géant de près de 3,30 m de haut.
Les pouvoirs surhumains de l'Homme de titanium proviennent en grande partie de son armure technologique de couleur verte, composée principalement de titane et d'acier renforcé. Très résistante, l'armure est en contrepartie très lourde.
- L'armure accroît la force de son porteur, permettant à celui-ci de soulever (ou d'exercer une pression équivalente à) environ 60 tonnes.
- L'armure est très résistante aux impacts et dommages physiques (balles de divers calibres, obus de canon, lasers, etc.) et aux températures extrêmes. Hermétique, elle isole son porteur des radiations.
- Elle est équipée de lanceurs de rayons énergétiques, d'un lance-flamme et d'émetteurs électro-magnétiques.
- Elle est aussi équipée de puissants réacteurs dans ses bottes (bootjets), permettant de voler dans les airs et de dépasser la vitesse du son sur des vols de croisière. Si l'armure est en bon état, elle peut même atteindre la vitesse de libération pour aller dans l'espace.
- Elle possède également un système de brouillage des ondes radar, ainsi qu'un appareil d'invisibilité personnelle.
- Le casque de l'armure est doté d'un rayon paralysant à courte portée, et de divers scanners.

## Apparition dans d'autres médias

### Télévision
- 2008-2012 : l'Homme de titanium apparaît dans la saison 2 de la série d'animation Iron Man: Armored Adventures.

Dans cette version, après que le Ghost ait volé les plans de l'armure d'Iron Man et les aient vendu à Justin Hammer, celui-ci crée sa propre armure composée de vibranium et de titane, et l’appela « Titanium Man » ; Hammer la pilota et l'utilisa pour combattre Iron Man à plusieurs reprises.